# بلانزی-لس-فیم
بلانزی-لس-فیم (به فرانسوی: Blanzy-lès-Fismes) یک کمون در فرانسه است که در ان (ا-دو-فرانس) واقع شده‌است. بلانزی-لس-فیم ۵٫۲۷ کیلومتر مربع مساحت دارد.